# Das unsterbliche Antlitz
Das unsterbliche Antlitz ist ein österreichischer Spielfilm aus dem Jahre 1947 von Géza von Cziffra mit Marianne Schönauer und O. W. Fischer als deutscher Maler Anselm Feuerbach in den Hauptrollen. Dem Film liegt Cziffras gleichnamiges Theaterstück zugrunde, das am 16. Februar 1943 in Coburg uraufgeführt wurde.

## Handlung
Italien, Mitte des 19. Jahrhunderts. Anna, genannt „Nana“, Risi, eine hübsche junge Italienerin, kellnert in dem Gasthaus "Zu den bitteren Oliven". Ihr Gatte Tonio Risi rückte bereits in der Hochzeitsnacht aus und folgte mit patriotischer Inbrunst den Werbern des General Garibaldi in den Krieg, aus dem er nicht mehr heimkehren sollte. Seine Anna ließ er schwanger zurück. Rom, 1860: Mehrere Jahre sind vergangen, und Nana Risi lebt nun mit ihrem Sohn, dem kleinen Tonio junior, bei ihrer Schwiegermutter und ihrem Schwager Giuseppe Risi, der sie mit amourösen Absichten bedrängt. Nana kümmert sich um den Haushalt und bedient wieder in dem ihr wohlbekannten Gasthaus. Eines Abends kehren einige fröhlich gestimmte Gäste ein, darunter der englische Maler Campbell, der deutsche Kupferstecher Julius Allgeyer und dessen Landsmann, der junge Maler Anselm Feuerbach. Man bittet Nana, eine Tarantella zu tanzen, und Feuerbach beginnt währenddessen die junge Frau mit Begeisterung zu zeichnen. Als Giuseppe für Nanas Darbietung Geld einsammelt, hinterlässt Anselm seine Wohnanschrift und sagt Nanas Schwager, er solle sie demnächst in sein Atelier vorbeischicken, denn er habe Großes mit ihr vor.
Nana sieht sich als anständige, verheiratete Frau und Mutter und lehnt daher zunächst ab. Doch ihr gefällt der deutsche Künstler, und so folgt sie schließlich doch noch seiner Einladung und sitzt Feuerbach in dessen Atelier Modell. Seine Porträts in den berühmten Gemälden „Iphigenie“ und „Lucrezia Borgia“ tragen Nanas Gesichtszüge. Bald bildet sich mehr als nur diese Art von Beziehung zwischen den beiden heraus, und die gesellschaftlichen Umstände führen dazu, dass man Feuerbachs Verhältnis zu Nana missbilligt und seine Mäzene ihre Unterstützung für den Maler einstellen. Feuerbachs Gemälde werden auf keiner Ausstellung mehr präsentiert, er wird regelrecht boykottiert. Als Anselms Stiefmutter Henriette Feuerbach nach Rom kommt, um ihren Sohn zu besuchen, hat sie für Anselm eine Einladung der Akademie der bildenden Künste Wiens im Gepäck. Hier könne er künstlerisch richtig durchstarten. Nana muss nach einem Gespräch mit Anselms Mutter, die die Karriere ihres Stiefsohns durch die Affäre mit der Italienerin gefährdet sieht, erkennen, dass Anselms Liebe zur hohen Kunst im Leben stets an erster Stelle stehen wird. 
Nana zieht aus dieser Erkenntnis nur einen Schluss: Sie muss Rom mit ihrem Kind verlassen, um für sich und für ihn ein neues Glück zu suchen und darf Anselm nicht länger in seiner künstlerischen Weiterbildung hindern. Feuerbach selbst entnimmt einem Totenschein, dass Nanas Gatte Tonio gefallen ist. Er eilt zu ihr, muss aber erfahren, dass Nana in Begleitung des Fürsten Catti bereits abgereist ist. Anselm fühlt sich von seiner Muse und Herzdame verraten und verkauft und ist über Nanas angeblich treuloses Verhalten mehr als nur erzürnt. Zutiefst enttäuscht reist er nach Wien ab, wo Feuerbach sich nun vollkommen seiner künstlerischen Arbeit widmet und eine Professur annimmt. Das bescheidene private Glück mit Nana blieb nur eine schöne aber vergängliche Episode, privates Glück findet er in Wien nicht mehr. Als sein Deckengemälde "Titanensturz" der Öffentlichkeit präsentiert wird, erlangt Anselm Feuerbach unsterblichen Ruhm, auch wenn er mittlerweile nicht mehr unter den Lebenden weilt. Sein enger Freund Allgeyer, der die Gedenkrede auf ihn hält, erwähnt auch die Geliebte Nana, deren Antlitz auf Feuerbachs Bildnis sie unsterblich machte.

## Produktionsnotizen
Das unsterbliche Antlitz entstand im Sommer 1947 in den Sieveringer Studios der Wien-Film in Wien und wurde auch dort am 9. Oktober 1947 uraufgeführt. Die deutsche Premiere war am 2. September 1949 in Wuppertal. Am 30. März 1980 war im dritten Programm des Bayerischen Rundfunks deutsche Fernsehpremiere.
Carl Hofer übernahm die Produktionsleitung. Fritz Jüptner-Jonstorff entwarf die Filmbauten, Gerdago die Kostüme. Otto Untersalmberger kümmerte sich um den Ton.

## Kritik
Im Lexikon des Internationalen Films heißt es: „Eine vordergründig romantische Filmbiografie, die weder der Persönlichkeit des Künstlers gerecht wird noch das Zeitkolorit deutlich macht.“